# Генерал-кригскомиссар
Генерал-кригскомиссар — должность (учреждена не позже 1707 года, упразднена в 1868 году) и чин (с 1722 по 1808 год) в центральном управлении вооружённых сил Русского царства и Российской империи. Главный военный уполномоченный по снабжению и денежному довольствию.

## История
Основой должности генерал-кригскомиссара явилась должность генерал-комиссара. Первым генерал-комиссаром был Ф. А. Головин во время Азовских походов (1695—1696). Указом Петра I от 18 (28) февраля 1700 года о создании «особого Приказа» боярина Якова Фёдоровича Долгорукова предписывалось «писать его боярина во всяких письмах, которые о полковых делах, генерал-комиссаром».
В указе Петра I от 15 (26) октября 1707 года Я. Ф. Долгоруков именовался уже генерал-кригскомиссаром. Указом
Петра I от 31 июля (11 августа) 1711 года при войсках было учреждено Комиссарство под управлением генерал-кригскомиссара.
В табели о рангах, учреждённой указом Петра I от 24 января (4 февраля) 1722 года, чины сухопутного и морского генерал-кригскомиссаров располагались в 3-м классе совместно с чинами генерал-лейтенанта и вице-адмирала.
Генерал-кригскомиссар ведал вопросами снабжения, вещевым и денежным довольствием личного состава и другими. По Воинскому уставу 1713 года был начальником комиссариатского управления; впоследствии — начальником комиссариатского департамента. В 1800 году была введена должность генерал-интенданта, которому и перешло верховное руководство снабжением армии, тогда как генерал-кригскомиссар превратился во второстепенного распорядителя.
В 1808 году Александр I своим указом исключил чин генерал-кригскомиссара из Табели о рангах и установил возможность назначения на эту должность лиц, имеющих чин генерал-майора.
В 1812 году, когда кампания стала вестись силами нескольких самостоятельных армий, была введена должность полевых генерал-кригскомиссаров, которые ведали снабженческой частью в каждой армии (по «Учреждению для управления большой действующей армией» 1812 года и «Уставу для управления армиями» 1846 года). В 1864 году комиссариатский департамент вошёл в состав главного интендантского управления, после чего должность была ликвидирована (окончательно упразднена по «Положению о полевом управлении войск в военное время» 1868 года).

## Лица, занимавшие должности генерал-комиссара и генерал-кригскомиссара
- Ф. А. Головин — генерал-комиссар в Азовских походах (1695-96).
- Я. Ф. Долгоруков (с 1700 года) — попал в плен в битве при Нарве, в 1711 году бежал и вернулся к исполнению своей должности генерал-кригскомиссара, затем был персонально переименован в генерал-пленипотенциар-кригс-комиссара (кроме Я. Ф. Долгорукова так не именовался никто).
- Чернышёв, Григорий Петрович, генерал-лейтенант (1725—1730).
- Трубецкой, Никита Юрьевич, генерал-майор (1730—1740).
- Бутурлин, Александр Борисович, генерал-лейтенант (19 сентября 1740—1741).
- Шаховской, Яков Петрович, тайный советник (29 марта 1753 — 16 августа 1760).
- Глебов, Александр Иванович, генерал-прокурор (16 августа 1760—1775).
- Дурново, Николай Дмитриевич, генерал-майор (8 октября 1775 — 28 июня 1783)[7].
- Потёмкин, Михаил Сергеевич, генерал-поручик (28 июня 1783 — 14 декабря 1791)[8].
- Вязмитинов, Сергей Кузьмич, генерал от инфантерии (24 апреля 1797—1798).
- де Рибас, Осип Михайлович, адмирал (2 января 1798—1800).
- Борщов, Сергей Семёнович, генерал-лейтенант (5 февраля 1800 — 20 июля 1805).
- Обрезков, Михаил Алексеевич, генерал-лейтенант (20 июля 1805—1807).
- Балашов, Александр Дмитриевич, генерал-майор (24 ноября 1807 — 23 марта 1808).
- Татищев, Александр Иванович, генерал-лейтенант (24 марта 1808 — 14 марта 1823).
- Путята, Василий Иванович, действительный статский советник (12 декабря 1824 — 24 сентября 1827).
- Линден, Александр Егорович, генерал-майор (1828[9] — 10 апреля 1832).
- Шипов, Сергей Павлович, генерал-лейтенант (1832—1837).
- Храпачёв, Василий Иванович, генерал-лейтенант (1837—1851)[8].
- Никифоров, Александр Макарович, генерал-лейтенант (30 марта 1852—1854).
- Назимов, Владимир Николаевич, генерал-майор (25 марта 1854 — 26 августа 1856).
- Якобсон, Иван Давидович, тайный советник (1856—1857)[10]).
- Глушков, Иван Иванович, генерал-майор (и.д., 1857—1859).
- Канкрин, Валериан Егорович, генерал-майор (12 апреля 1859 — 29 ноября 1861)[8].